# La Senyera
La Senyera és una marca de llimonades d'Alaquàs. La marca va ser fundada als anys 40, actualment forma part de l'empresa Tomás y Peris, fusió de dos fàbriques llimoneres d'Alaquàs i Aldaia. La Senyera funcionà com una franquícia, ja que a canvi d'un royalty, productors independents de diferents municipis valencians van utilitzar la marca. És una de les poques marques de llimonada valenciana que sobreviu al Segle XXI, si bé actualment el producte es realitza a les instal·lacions de La Flor del Júcar, a Polinyà.